# Henri Joseph Perrotin

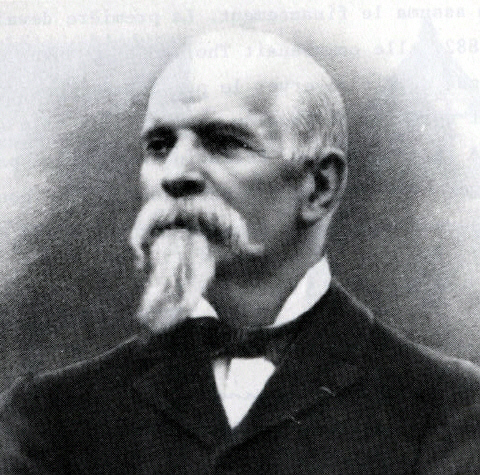
Henri Joseph Perrotin

Henri Joseph Anastase Perrotin (* 19. Dezember 1845; † 29. Februar 1904) war ein französischer Astronom.
Perrotin war von 1884 bis zu seinem Tode Direktor des Observatoire de Nice (Observatorium von Nizza). Er führte insbesondere Beobachtungen des Planeten Mars durch, bestimmte die Rotationsperiode der Venus und berechnete die Bahnstörungen des Asteroiden Vesta. Zu seinen Ehren wurde der Asteroid (1515) Perrotin nach ihm benannt. Seit 1892 war er korrespondierendes Mitglied der Académie des sciences.
Darüber hinaus entdeckte er sechs Asteroiden:
| (138) Tolosa     | 19. Mai 1874       |
| (149) Medusa     | 21. September 1875 |
| (163) Erigone    | 26. April 1876     |
| (170) Maria      | 10. Januar 1877    |
| (180) Garumna    | 29. Januar 1878    |
| (252) Clementina | 11. Oktober 1885   |